# Heinz Schlawatzky

Heinz Schlawatzky

Heinz Schlawatzky  (* 27. Februar 1920; † 15. Mai 2003) war ein deutscher Lehrer und von 1978 bis 1981 Oberbürgermeister der Hansestadt Lüneburg.

## Leben
Heinz Schlawatzky war ab ca. 1959 bis 1975 als Lehrer an der Heiligengeist-Schule in Lüneburg tätig, wo er die Fächer Deutsch und Biologie unterrichtete. Vom 1. November 1976 bis zum 3. Dezember 1978 und vom 1. November 1986 bis zum 28. Februar 2001 war er als Vertreter der SPD Mitglied des Kreistages. In den Jahren 1978 bis 1981 wurde er zum Oberbürgermeister der Stadt Lüneburg gewählt. Am 3. Dezember 1996 vereidigte der Rats-Älteste und Alt-Oberbürgermeister Heinz Schlawatzky seinen Nachfolger Ulrich Mädge.
Am 5. März 2001 zeichnete der Landkreis Lüneburg Schlawatzky durch den Erhalt der goldenen Ehrennadel mit dem Landkreiswappen aus, verbunden mit einem Eintrag in das Ehrenbuch der Hansestadt. Es ist die höchste Ehrung, die der Landkreis Lüneburg vergibt. 2001 erhielt er auch den Ehrenring der Hansestadt Lüneburg. Nach seinem Tode ehrte ihn die Stadt Lüneburg durch die Bezeichnung der Heinz-Schlawatzky-Straße im Stadtteil Neu Hagen, im Norden der Hansestadt Lüneburg.

## Familie
Heinz Schlawatzky hatte einen Sohn und eine Tochter.